# منوچهر طباطبائی دیبا
منوچهر طباطبائی دیبا سیاست‌مدار ایرانی بود، که در  دوره بیست و سوم  به‌عنوان نماینده نیر در مجلس شورای ملی حضور داشت.

## زندگی
منوچهر طباطبایی دیبا فرزند ‌‌یحیی دیبا به سال ١٣٠٠ در تبریز متولد شد و پس از تحصیلات مقدماتی و دریافت دیپلم به سوئیس رفت و مدرک کارشناسی را در رشته کشاورزی گرفت. 
دیبا ابتدا به کشاورزی و دامداری اشتغال داشت سپس به استخدام دولت درآمد و به عنوان بازرس سازمان آب و برق آذربایجان بکار پرداخت.
منوچهر طباطبایی دیبا عموی ناتنی فرح پهلوی بود و با رهیابی فرح به دربار او نیز در سلسله مراتب مدیریتی کشور به سرعت ترقی کرد. او در حزب رستاخیز عضویت داشت و در دوره بیست و سوم به عنوان نماینده نیر به مجلس شورای ملی راه یافت.